# Kâhta
Kahta là một huyện thuộc tỉnh Adıyaman, Thổ Nhĩ Kỳ. Huyện có diện tích 1359 km² và dân số thời điểm năm 2007 là 115658 người, mật độ 85 người/km².